# Carla Bley
Carla Bley, född Lovella May Borg den 11 maj 1936 i Oakland i Kalifornien, död 17 oktober 2023 i Willow i Ulster County i New York, var en amerikansk jazzpianist, kompositör och orkesterledare.

## Kort biografi
Carla Bley föddes av svenska föräldrar, och som ogift hette hon Karla Borg. Hennes far Emil var pianolärare och kyrkoorganist. Mamman Arline Anderson dog när Bley var åtta år. Emil började ge Carla pianolektioner när hon var tre år gammal. Någon formell musikaliska skolning hade hon inte.
Som ung drogs hon till jazzmusiken och flyttade vid mitten av 1950-talet till New York där hon började arbeta som cigarettflicka på den omtalade Birdland Jazz Club. Här spelade de största av femtiotalets jazzmusiker och tiden med dem blev hennes högskola.
I New York lärde hon känna jazzpianisten Paul Bley som dels blev hennes arbetskamrat, dels hennes man fram till 1967 då de skildes. Vid denna tid började hon skriva egen musik. Kompositionen A Genuine Tong Funeral spelades in av Gary Burton 1967 och därefter flöt det på med beställningar av ny musik. Hon startade även sin egen jazzgrupp – Carla Bley Band, det första av en rad jazzband med kända musiker i olika konstellationer som Carla Bley lett genom åren.
Vid sextiotalets slut var hon, tillsammans med Michael Mantler, ledare för Jazz Composers' Orchestra. Mantler och Bley startade även skivbolaget WATT tillsammans, och gifte sig efter hennes skilsmässa med Paul Bley.
Mantler och Carla Bley var gifta fram till 1991 då hon gifte sig med basisten Steve Swallow, som  från 1978 var medlem i Carla Bleys band.
Carla Bley samarbetade under sin karriär med artister som Jack Bruce, Robert Wyatt, Nick Mason, Don Cherry och Lew Soloff.
Hon har samarbetat med svenska musiker i exempelvis Radiojazzgruppen, Bohuslän Big Band och Norrbotten Big Band. Hon har även medverkat vid Stockholm Jazz Festival, senast som 83-åring år 2019.
2018 var Carla Bley huvudpersonen i Orkesterjournalens jazzporträtt på jazzklubben Fasching i Stockholm. För detta arrangemang framträdde septetten Dreamkeepers med saxofonisten Fredrik Ljungkvist.

## Diskografi
- 1974: Tropic Appetites
- 1977: Dinner Music
- 1978: European Tour 1977
- 1979: Musique Mecanique
- 1981: Social Studies (Carla Bley album)|Social Studies
- 1982: Live! (Carla Bley album)|Live!
- 1984: I Hate to Sing
- 1984: Heavy Heart (album)|Heavy Heart
- 1987: Sextet (album)|Sextet
- 1989: Fleur Carnivore
- 1991: The Very Big Carla Bley Band
- 1993: Big Band Theory
- 1996: The Carla Bley Big Band Goes to Church
- 1998: Fancy Chamber Music
- 2000: 4 x 4 (album)|4 x 4
- 2003: Looking for America
- 2004: The Lost Chords
- 2007: The Lost Chords find Paolo Fresu
- 2008: Appearing Nightly
- 2009: Carla's Christmas Carols